# Wydział Matematyki i Informatyki Uniwersytetu Warmińsko-Mazurskiego
Wydział Matematyki i Informatyki Uniwersytetu Warmińsko-Mazurskiego (WMiI) – wydział Uniwersytetu Warmińsko-Mazurskiego w Olsztynie oferujący studia na dwóch kierunkach:
- Informatyka
- Matematyka

w trybie studiów stacjonarnych i niestacjonarnych. Ponadto oferuje studia podyplomowe.
Wydział zatrudnia 7 profesorów, 13 doktorów habilitowanych, 35 doktorów i 12 magistrów.

## Misja
Misją Wydziału jest:
- Kształcenie matematyków zdolnych do udziału w rozwijaniu matematyki i jej stosowania w innych działach wiedzy i w praktyce;
- Kształcenie nauczycieli matematyki;
- Kształcenie informatyków dla potrzeb gospodarki, administracji, szkolnictwa oraz życia społecznego;
- Nauczanie matematyki i jej działów specjalnych jak statystyka matematyczna, ekonometria, biomatematyka, ekologia matematyczna, metody numeryczne; fizyki a w razie potrzeby i podstaw informatyki na wszystkich wydziałach UWM.

## Opis kierunków[2]
Na kierunku Informatyka prowadzone są studia stacjonarne i niestacjonarne w języku polskim:
- studia pierwszego stopnia – inżynierskie (7 sem.), zakresy: inżynieria systemów informatycznych, informatyka ogólna, data science i artificial intelligence w praktyce[3]
- studia drugiego stopnia – magisterskie (3 sem.), zakresy: data science w praktyce, projektowanie systemów informatycznych i sieci komputerowych[4]

Na kierunku Matematyka prowadzone są studia stacjonarne:
- studia pierwszego stopnia – licencjackie (6 sem.), zakresy: nauczanie matematyki i informatyki, matematyka stosowana i analiza danych[5]
- studia drugiego stopnia – magisterskie (4 sem.), zakresy: nauczanie matematyki i informatyki, modelowanie matematyczne i analiza danych[5]

Państwowa Komisja Akredytacyjna w dniu 19 marca 2009r. oceniła pozytywnie jakość kształcenia na kierunku Matematyka, natomiast w dniu 2 września 2021 r. oceniła pozytywnie jakość kształcenia na kierunku Informatyka.

## Struktura organizacyjna
Aktualna struktura organizacyjna obowiązuje od 1 stycznia 2021 r.
Katedry:
- Katedra Algebry i Geometrii
- Katedra Analizy i Równań Różniczkowych
- Katedra Analizy Zespolonej
- Katedra Informatyki Stosowanej i Modelowania Matematycznego
- Katedra Matematyki Dyskretnej i Teoretycznych Podstaw Informatyki
- Katedra Metod Matematycznych Informatyki

Ośrodki:
- Ośrodek Informatyczno-Sieciowy

## Władze Wydziału
Dziekan i prodziekani na kadencję 2024-2028:
- Dziekan: prof. dr hab. Adam Doliwa[9]
- Prodziekan ds. studenckich: dr Anna Szczepkowska[10]
- Prodziekan ds. kształcenia: dr inż. Mariusz Bodzioch[11]

## Historia Wydziału
Wydział Matematyki i Informatyki został utworzony 1 września 2001 roku, po powołaniu dwa lata wcześniej Uniwersytetu Warmińsko-Mazurskiego, ale jego korzenie sięgają lat 50. XX w. Decyzję o powołaniu Wydziału podjął Senat UWM w dniu 10 lipca 2001 r. Badania związane z zastosowaniami matematyki rozpoczęły się wraz z powołaniem w 1950 roku Zakładu Matematyki w Zespołowej Katedrze Fizyki, a od 1951 roku – Katedry Statystyki Matematycznej ówczesnej Wyższej Szkoły Rolniczej, przemianowanej w 1972 r. na Akademię Rolniczo Techniczną. Natomiast kształcenie matematyczne i badania w dziedzinie matematyki zapoczątkowane zostały wraz z utworzeniem w roku 1969 Wyższej Szkoły Nauczycielskiej (od 1974 r. pod nazwą Wyższa Szkoła Pedagogiczna). Wydział jest kontynuatorem działań Katedry Zastosowań Matematyki ART oraz Instytutu Matematyki i Fizyki WSP.
Od 27 kwietnia 2009 Wydziałowi przyznano prawo do nadawania stopnia naukowego doktora w dziedzinie nauk matematycznych w dyscyplinie matematyka. Po uzyskaniu kategorii B+ w 2022 roku Wydział posiada również prawo do nadawania stopnia doktora i doktora habilitowanego oraz prowadzenia postępowań o nadanie tytułu profesora.

## Nowa siedziba Wydziału
Uniwersytet Warmińsko-Mazurski w Olsztynie w lipcu 2009 roku podpisał umowę z Polską Agencja Rozwoju Przedsiębiorczości w ramach projektu „Udoskonalenie infrastruktury i wyposażenia laboratoryjnego nauk technicznych i informatycznych”. Inwestycja na ponad 96 mln złotych realizowana jest ze środków Programu Operacyjnego Rozwoju Polski Wschodniej 2007-2013. W ramach przedsięwzięcia całkowicie od podstaw zbudowane zostały obiekty należące do Regionalnego Centrum Informatycznego (RCI).
Kompleks RCI jest wizytówką olsztyńskiego Uniwersytetu – ośrodkiem nowoczesnych technologii IT. Jego lokalizacja na niewielkim wzniesieniu sprawia że, jest on pierwszym obiektem widocznym zaraz po wjeździe do Olsztyna od strony Warszawy. W ramach projektu powstało 5 obiektów o różnej liczbie kondygnacji (1–4) i powierzchni użytkowej 8047 m² oraz kubaturze 45898,58 m³, połączonych ze sobą przeszklonym foyer. W budynkach jednorazowo może przebywać około 1200 osób. Obok budynku znajduje się parking na 220 samochodów.
Projekt nowej siedziby Wydziału opracowała sp. z o.o. GENERAL-PROJEKT z Olsztyna pod kierunkiem mgr inż. Anny Urban. Wykonawcą prac budowlanych była firma Skanska S.A. Prace budowlane zostały zakończone w czerwcu 2011 roku i od początku roku akademicki 2011/2012 zajęcia dydaktyczne prowadzone są w nowym budynku.
Budynek RCI użytkowany jest przez dwie instytucje:
- Wydział Matematyki i Informatyki
- Centrum Zarządzania Infrastrukturą Teleinformatyczną, w skład którego wchodzi Serwerownia UW-M, Ośrodek obliczeniowy, regionalny węzeł krajowej sieci Pionier, Ośrodek Zarządzania i Eksploatacji Miejskiej Sieci Komputerowej OLMAN.

W zasoby Wydziału wchodzi ponad 20 pracowni i laboratoriów informatycznych i fizycznych przeznaczonych do dydaktyki i badań, duża aula pozwalająca zmieścić około 250 osób, dwie mniejsze aule po około 130 osób każda, 10 sal seminaryjnych, duża sala seminaryjna, pomieszczenia dziekanatu oraz liczne pokoje pracownicze. Natomiast RCI ma do dyspozycji pracownię podstaw informatyki, bardzo często potrzebną do prowadzenia szkoleń i warsztatów dla kadry Uczelni oraz salę konferencyjną wraz z terminalem do wideokonferencji.
W ramach kompleksu RCI Wydział Matematyki i Informatyki wzbogacił swoją bazę dydaktyczną o nowoczesne pracownie i laboratoria, w szczególności:
Laboratoria informatyczne:
- Laboratorium architektury komputerów i sieci teleinformatycznych,
- Laboratorium technik multimedialnych,
- Laboratorium języków programowania,
- Laboratorium systemów operacyjnych,
- Laboratorium systemów informatycznych,
- Laboratorium sztucznej inteligencji i robotyki,
- Laboratorium systemów wbudowanych,
- Laboratorium systemów mobilnych,
- Laboratorium technologii sieciowych,
- Laboratorium wspomagania projektowania.

Pracownie fizyczne i elektroniczne:
- Dwie pracownie fizyki ogólnej,
- Pracownia fizyki technicznej,
- Pracownia elektroniki i techniki pomiarowej,
- Pracownia elektroniczna - techniki cyfrowej i transmisji sygnałów.

Pracownie naukowe:
- Pracownia transmisji i przetwarzania multimediów,
- Pracownia symulacji komputerowych i rzeczywistości wirtualnej,
- Pracownia komputerowych systemów medycznych (rozpoznawania obrazów),
- Pracownia robotyki inteligentnej,
- Pracownia nanotechnologii,
- Pracownia metod spektroskopowych.

Dzięki środkom uzyskanym z UE pracownie i laboratoria wyposażone są w najnowsze urządzenia światowej klasy producentów. Możemy do nich zaliczyć:
- Najnowsze urządzenia typu Pocket PC a także w pełni wyposażony zestaw sieci teleinformatycznej nastawionej na komunikację VoIP.
- Sterowniki PLC wraz z programatorami i wszelkimi niezbędnymi akcesoriami oraz płyty startowe FPGA to wyposażenie laboratorium systemów wbudowanych.
- Zestawy do konfiguracji sieci informatycznej działającej w trybie komunikacji przewodowej jak i bezprzewodowej.
- Układy do badania zjawisk fizycznych, np. efekt Comptona, efekt Kerra, efekt termoelektryczny, badania energii promieniowania (alfa), badania pompowania optycznego, promieniowania X, eksperymentu Sterna-Gerlacha, pomiaru prędkości światła i wielu innych.
- Zestaw inteligentnych robotów humanoidalnych oraz zestaw uniwersalnych robotów programowalnych.

Jedną z największych inwestycji był zakup wyposażenia do pracowni nanotechnologii oraz pracowni metod spektroskopowych. W pracowni nanotechnologii zainstalowany jest mikroskop sił atomowych (AFM) co pozwala na badanie powierzchni materiałów w tym ferromagnetycznych, izolatorów oraz badania właściwości żywych komórek w ich naturalnym ciekłym stanie. Dużą zaletą mikroskopu AFM jest możliwość badania próbek w powietrzu, cieczy i próżni. Z kolei pracownia metod spektroskopowych wyposażona jest w urządzenie do napylania ultra cienkich warstw i spektrometr (FTIR).
W obrębie budynku, zwłaszcza w pracowniach i laboratoriach, znajduje się około 250 komputerów klasy PC.
Nowy budynek to nie tylko laboratoria czy sale seminaryjne. To również Akademicki Ośrodek Obliczeniowy. Zbudowany w oparciu o technologię klastrowania serwerów może hostowć wiele serwerów wirtualnych obsługujących edukację oraz potrzeby administracji Uczelni. Osobna grupa odpowiedzialna jest za wirtualizację desktopów z preinstalowanym specjalistycznym oprogramowaniem dla naukowców. Kolejna pula to dynamicznie tworzone grupy takich samych zestawów maszyn wirtualnych do laboratoriów komputerowych. Dodatkowo wykorzystana jest wirtualizacja aplikacji. Zalety takiego rozwiązania to:
- Wirtualne desktopy pracują na wydajnych serwerach; można z nich korzystać na słabym i starym sprzęcie, który musi tylko uruchomić połączenie z klastrem;
- Te same silne komputery są dostępne w każdej pracowni w obrębie kampusu, więc prowadzący nie są uzależnieni od dostępu do konkretnej pracowni z danym oprogramowaniem specjalistycznym;
- Dzięki dynamicznemu tworzeniu komputerów wirtualnych z szablonów, do każdego specjalistycznego programu jest odrębny szablon desktopu; w ten sposób oszczędzamy zasoby licencji do niezbędnego minimum pozwalając na równoległą pracę w tym samym czasie, ale w różnych pracowniach;
- To samo dotyczy oprogramowania do badań naukowych, które jest dostępne na całej uczelni dla każdego naukowca;
- Dynamiczne tworzenie i zamykanie środowiska zabezpiecza przed rozprzestrzenianiem wirusów oraz żmudnym czyszczeniem systemów operacyjnych z plików pozostawianych przez studentów.

Do przechowywania systemów wirtualnych wykorzystana jest macierz z wbudowanymi serwerami NAS. Podstawą są dyski pracujące w technologii Fibre Channel oraz dodatkowo zestaw dysków SATA. Taka konfiguracja umożliwia szybką obsługę serwerów wirtualizacji, a dyski SATA pozwalają na tworzenie dysków współdzielonych dla systemów Windows i Linux.
Bez dostępu do światowej sieci Internet, Uniwersytet nie mógłby w pełni realizować swojej misji. Nowy kompleks to również dodatkowy węzeł sieciowy, który zapewnia uczelni nadmiarowość w dostępie do szkieletu sieci Pionier i obsługi sieci Uczelni. Nad ciągłością działania infrastruktury sieciowej i serwerowej czuwa z kolei awaryjny system zasilania składający się z zasilaczy bateryjnych podtrzymujących zasilanie do chwili uruchomienia agregatu prądotwórczego.

## Adres
Wydział Matematyki i Informatyki

ul. Słoneczna 54

10-710 Olsztyn